# Isaiah L. Kenen
Isaiah Leo „Si“ Kenen, hebräisch ישעיהו "סי" קינן, (* 7. März 1905 in St. Stephen, New Brunswick, Kanada; † 23. März 1988 in Washington, D.C.) war der Gründer der „American Zionist Committee for Public Affairs“ (AZCPA), dem Vorgänger des American Israel Public Affairs Committee (AIPAC).

## Leben
Er war Sohn eines Versicherungsvertreters. Der Vater, selbst gebürtig aus Kiew, war in der Zionistischen Bewegung engagiert und eröffnete den ersten Bnei Zion club in Toronto. Weiter besuchte Kenens Vater die ersten Versammlungen des Zionistenkongress. Isaiah Leo „Si“ Kenen studierte an der Universität Toronto und absolvierte ein Studium in Philosophie. Er heiratete eine Kommilitonin, Beatrice Bain, und sie hatten zusammen einen Sohn, Peter.
Kenen arbeitete zuerst als Journalist beim Toronto Star und zog im Jahre 1926 nach Cleveland in Ohio. Er studierte Rechtswissenschaften und wurde im Jahre 1933 in der Ohio Bar association aufgenommen. Er wurde Aktivist in der Zionistischen Bewegung und im Jahre 1941 wurde er Präsident des Cleveland Zionist District. In the 1940er Jahren war er als information director der Jewish Agency tätig. Bei der Gründung des Staates Israel im Jahre 1948 unterstützte er die israelische Delegation bei den Vereinten Nationen. Diese Periode beschrieb er in seiner Publikation Israel’s Defense Line.

## Publikationen
- Isaiah L Kenen: Israel’s Defense Line: Her Friends and Foes in Washington. Prometheus Books, 1981.
- Isaiah L Kenen: All my causes: An 80-year life span in many lands and for many causes, some we won and some we lost but we never gave up. Near East Research, 1985.